# Molinet
Molinet é uma comuna francesa na região administrativa de Auvérnia-Ródano-Alpes, no departamento Allier. Estende-se por uma área de 25,8 km². Em 2010 a comuna tinha 1 171 habitantes (densidade: 45,4 hab./km²).